# Ministerio de Relaciones Exteriores (Colombia)
El Ministerio de Relaciones Exteriores (MRE), conocido tradicionalmente como Cancillería, es la entidad encargada de dirigir y coordinar la política exterior y las relaciones diplomáticas de Colombia; su titular es designado y puede ser libremente removido por el Presidente de la República y forma parte del gabinete de ministros, con el segundo lugar en el orden de precedencia, detrás del Ministerio del Interior. El ministerio funciona en el Palacio de San Carlos en Bogotá.

## Estructura y funcionamiento

### Funcionamiento
El Ministerio en cabeza del Canciller de la república y con la dirección del Presidente es el organismo encargado de formular, planear, coordinar, ejecutar y evaluar la política exterior de Colombia, las relaciones internacionales y administrar el servicio exterior de la República. Entre las funciones que recaen sobre el ministerio entre otras están formular y proponer al Presidente las políticas que realiza Colombia frente a las relaciones exteriores; administrar el Servicio Exterior de Colombia y adoptar las medidas necesarias para que funcione con los lineamientos y prioridades de la política exterior, expedir los pasaportes y autorizar mediante convenios con otras entidades públicas, su expedición, cuando lo estime necesario.

### Estructura
Consta de dos viceministerios, uno "general", encargado de dirigir al cuerpo diplomático y las relaciones bilaterales, y otro para las relaciones multilaterales. Directamente del ministro dependen la secretaría general y la Academia Diplomática, que prepara a los funcionarios de carrera diplomática:
- Ministra de Relaciones Exteriores: (Asume la viceministra en condición de encargada)[2]
  - Viceministro de Relaciones Exteriores
  - Viceministro de Asuntos Multilaterales
  - Secretario General
  - Director de la Academia Diplomática

## Historia
Durante la historia, ha llevado los siguientes nombres:
- 1821 – 1833, Secretaría del Interior y de Relaciones Exteriores
- 1833 – 1886, Secretaría de Relaciones Exteriores
- 1886 – hoy, Ministerio de Relaciones Exteriores

#### Carrera diplomática y consular
La carrera diplomática y consular es una formación que prepara a los diplomáticos profesionales para el servicio exterior de Colombia. Estos expertos pueden trabajar en la Cancillería, en las Embajadas, Delegaciones ante Organismos Internacionales y Consulados colombianos en el extranjero.
La historia de la carrera consular se remonta a 1911, cuando se intentó por primera vez crear el concurso de méritos para los cargos de servicio exterior del país en la administración del presidente Carlos Eugenio Restrepo, siendo ministro de Relaciones Exteriores Enrique Olaya Herrera. Dichas iniciativas solo se concretaron hasta 1922 con la llamada Ley 72 de 1922.